# Србија (лист)
Часопис "Србија" је излазио од 1867. до 1871. године, три пута недељно, у Београду. Издавач и уредник је био Љубомир Каљевић.

## Основни подаци
Први број листа „Србија” је објављен 13. јануара 1867. године, излазио је три пута недељно (уторком, четвртком и суботом) до броја 172, 1871. године.
Од 5. јула (1870) излазио је дневно; од 12. јула (1870) три пута недељно. Штампан је у Београду у Државној штампарији.
Поднаслов од 1870. годину гласио је: Лист за политику, трговину и просвету.

## Издавач и уредник
Љубомир Каљевић (Ужице, 26. септембар/8. октобар 1841 — Београд, 20. март/2. април 1907) је био политичар и новинар; био је најмлађи министар финансија, у 33. години, који је већ следеће године (1875) преузео мандат председника владе.
Љубомир Каљевић је студирао у Паризу, из кога се враћа у Србију током владавине кнеза Михаила и 1867. године ствара лист „Србија“. Трошио је сопствени новац како би омогућио излажење листа. Окупљао је либералну интелигенцију, али и остале напредне елементе, посебно омладину. Залаже се за начела слободе и за национално ослобођење и уједињење Срба.

## Сарадници
У часопису су сарађивали главни представници слободоумне интелигенције: Милан Кујунџић, Чедомиљ Мијатовић, Стојан Бошковић, Панта Срећковић, Алимпије Васиљевић, Ђура Јакшић, Живојин Жујовић, Светозар Марковић.